# لیلیا آخایمووا
لیلیا آخایمووا (روسی: Лилия Игоревна Ахаимова؛ زادهٔ ۱۷ مارس ۱۹۹۷) ژیمناست هنری اهل روسیه است. آخایمووا نماینده کمیته المپیک روسیه در بازی‌های المپیک تابستانی ۲۰۲۰ بود و در مسابقات تیمی مدال طلا گرفت. او دو بار به مدال مدال نقره جهانی در سالهای ۲۰۱۸ و ۲۰۱۹ و به همراه تیم روسیه به قهرمانی اروپا در سال ۲۰۱۸ دست یافته‌ هست. آخایمووا همچنین شش بار موفق به کسب مدال یونیورسیاد شد.